# 布鲁日晨祷

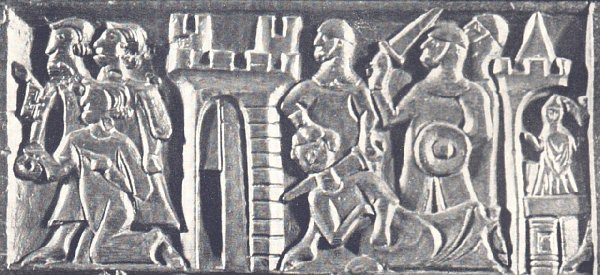
布鲁日晨祷

布鲁日晨祷事件（荷蘭語：Brugse Metten）指1302年5月18日布鲁日的佛兰德民兵发动的对法军的夜间屠杀。该事件中，驻守布鲁日的法国守军及其支持者莱利亚德派（亲法的政治派系）遭到大规模屠杀。该名称借用了1282年西西里晚祷事件的命名方式（"晨祷"原指天主教晨间礼拜仪式）。此次起义直接导致了同年7月11日的金马刺战役，佛兰德民兵在这场战役中于1302年7月11日成功击败法国军队。

## 背景
佛兰德斯各城镇曾长期垄断从英格兰进口绵羊毛的专营权。这一特权使组成资产阶级的商人积累了大量财富和权势，以至于他们甚至能够迫使佛兰德斯伯爵夫人玛格丽特二世允许其建立自治社区。此举直接激化了城市中平民阶层与贵族阶层的矛盾。当玛格丽特于1278年退位并将爵位传给其子当皮埃尔的居伊后，城市贵族选择与法国国王腓力四世结盟（当时佛兰德斯是法国附庸）。居伊与其母同样主张地方自治权，对此联盟深感不满，但法王视此为控制这个动荡伯国的良机。双方最终在1287年正式缔结盟约。
该盟约直接导致了1297年佛兰德斯-法国战争的爆发。战争期间，法国王室军队占领了布鲁日，这一极具争议的军事行动引发了当地佛兰德民众的普遍恐慌与愤怒。1300年，居伊向腓力四世投降，雅克·德沙蒂永被任命为总督。

## 经过
这次事件的导火索是法王腓力四世与王后胡安娜对布鲁日的访问。莱利亚德派为王室夫妇举办了奢华的盛宴，为弥补开支，他们向商人阶层加征高额赋税。此举在国内引发轩然大波——支持居伊的克劳沃特派（Clauwerts）愤怒于他们要被迫为胜利者的庆典买单。雅克·德沙蒂永遂率2000名骑士进驻布鲁日维持秩序。谣言迅速蔓延，称克劳沃特派领袖及其家眷都将被处决。
1302年5月17日夜，沙蒂永为部下举行庆功宴。起义者抓住骑士们彻夜狂欢后的疲惫时机，于次日黎明时分在彼得·德科宁克和扬·布雷德尔的率领下，手持名为"日安棒"（Goedendag）的尖头战棍（一种刺入敌人咽喉的致命武器），突袭法军驻扎的民宅，将尚在睡梦中的法国士兵尽数屠杀。根据传统说法，起义者为区分法国人与本地居民，起义者要求嫌疑人重复口令"schild en vriend"（意为"盾与友"），这个短语是法国人难以说出来的。另有版本称使用替代口令"des gilden vriend"（"行会之友"）。唯有沙蒂永（试图集结守军未果后伪装成神父逃脱）及少数法国人幸免于难，估计死亡人数约2000人。

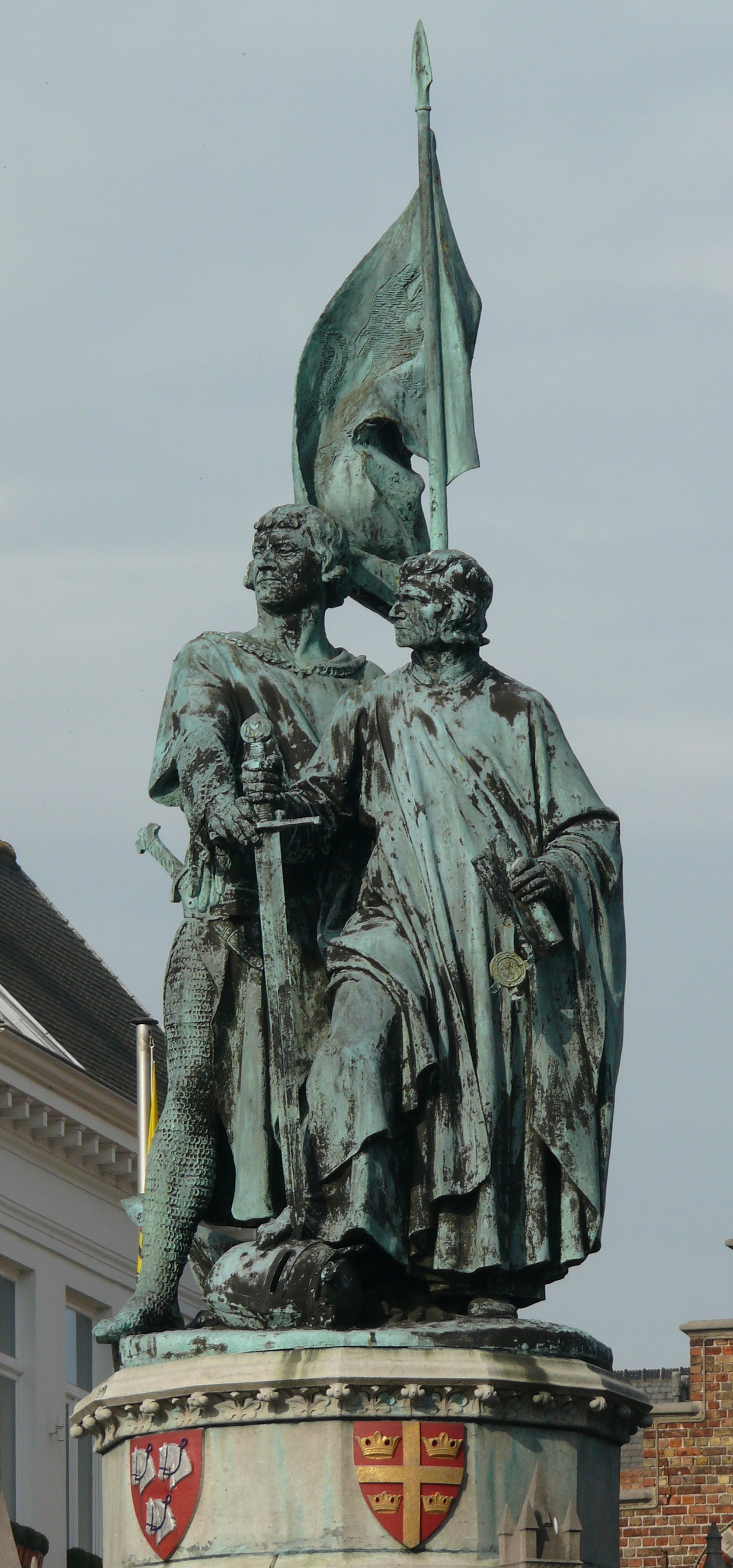
二人的起义雕像，今位于布鲁日广场

布鲁日晨祷事件后，扬·布雷德尔与彼得·德科宁克被尊为起义领袖。由朱利叶斯·萨贝倡议建造的二人雕像自1887年起便矗立于布鲁日广场。

## 后果
沙蒂永逃往巴黎向腓力四世报告屠杀消息。法王誓言复仇，随即派遣约8500人的军队意图收复布鲁日。与此同时，居伊之子——那慕尔的约翰与居伊，以及其孙威廉·范于利希（William of Jülich）集结佛兰德斯军队迎战法军。1302年7月11日，双方在金马刺战役中交锋，最终佛兰德斯民兵出人意料地击败了法国精锐部队。